# Anatragus pulchellus
Anatragus pulchellus es una especie de escarabajo longicornio del género Anatragus, tribu Sternotomini, orden Coleoptera. Fue descrita por Westwood en 1844.

## Descripción
Mide 18-24 mm de longitud.

## Distribución
Se distribuye por Angola, Benín, Camerún, Costa de Marfil, Gabón, Ghana, Guinea Ecuatorial, Nigeria, República Centroafricana, República Democrática del Congo, República del Congo y Sierra Leona.